# کلیسای هوهانس مقدس (مغری)
کلیسای هوهانس مقدس (مغری) (ارمنی: Սուրբ Հովհաննես եկեղեցի (Մեղրի)؛ انگلیسی: St. John) یک کلیسا متعلق به کلیسای حواری ارمنی واقع در شهر مغری، استان سیونیک ارمنستان می‌باشد. ساخت و ساز این ساختمان در سده ۱۷ام میلادی؛ به پایان رسید. این بنا به سبک معماری ارمنی طراحی شده است.

## نگارخانه

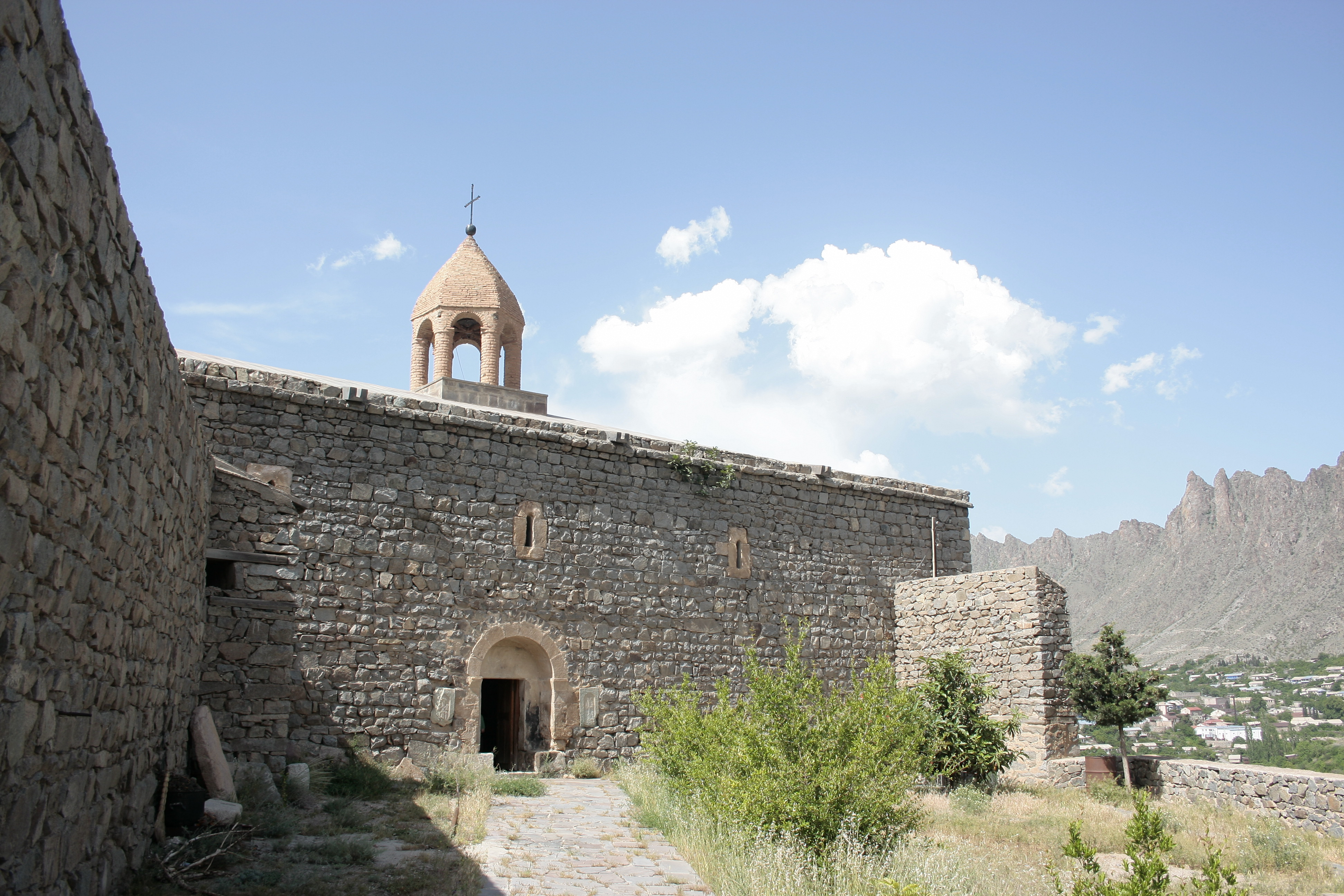
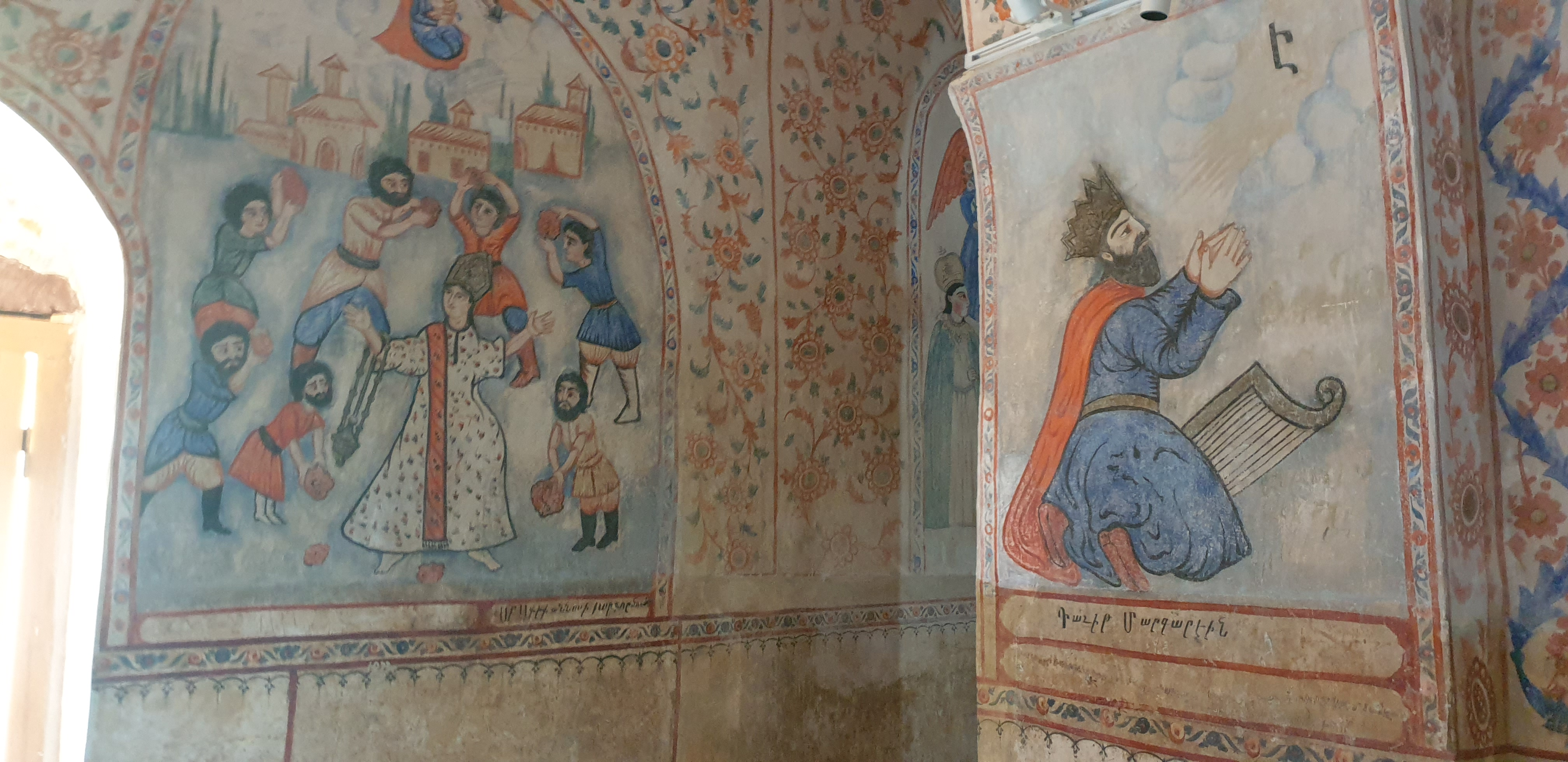
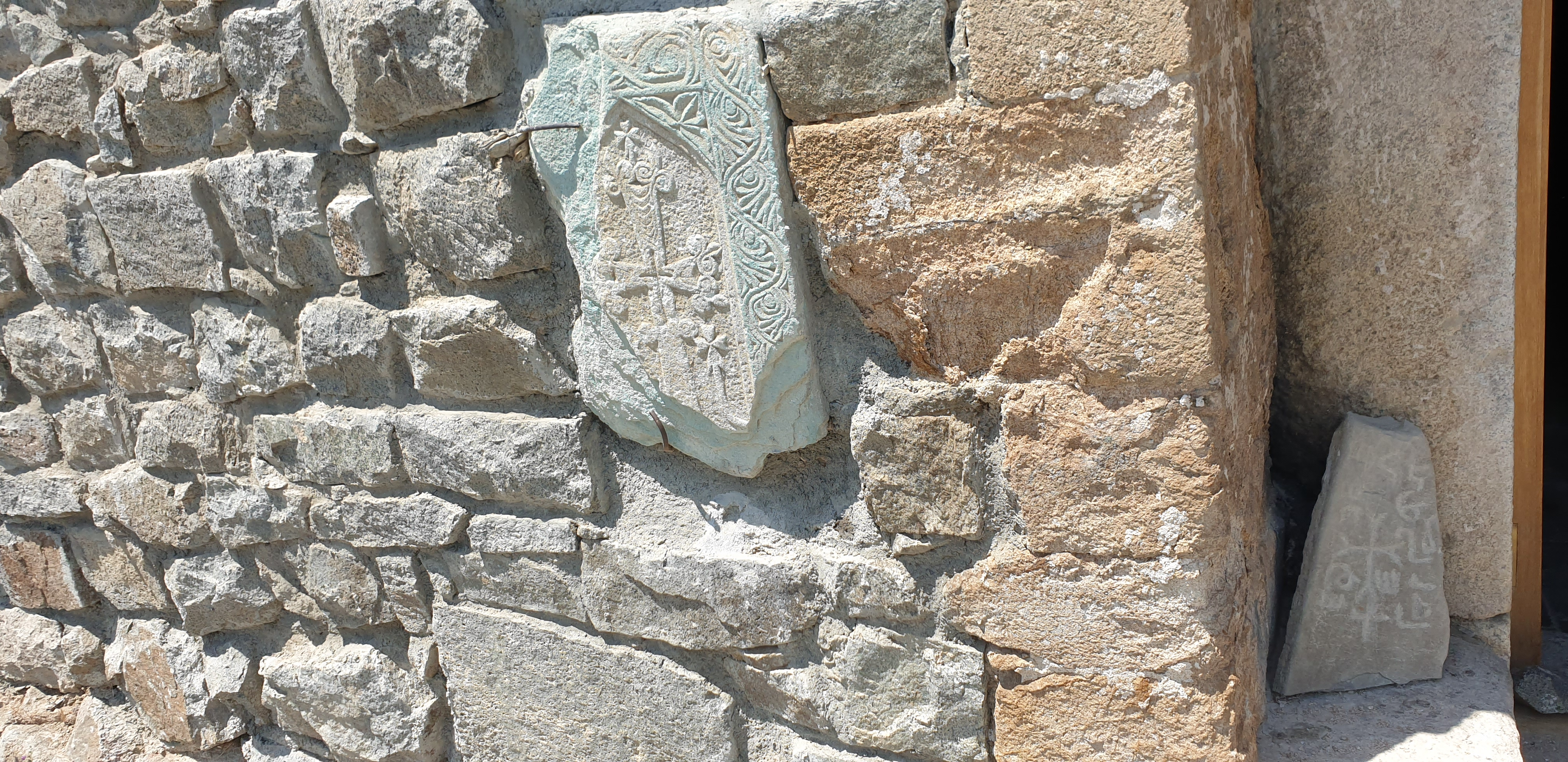